# Дзеркальні нейрони
Дзерка́льні нейро́ни (англ. mirror neurons, італ. Neuroni specchio) — нейрони головного мозку, які збуджуються як при виконанні певної дії, так і при спостереженні за виконанням цієї дії. Такі нейрони були достовірно виявлені у приматів, що може підтвердити їх наявність у людей і деяких птахів. У людей активність мозку, що узгоджувалась із поведінкою дзеркальних нейронів, була виявлена в лобовій частці головного мозку в частинах, що відповідають за реалізацію рухових функцій і у тім'янії долі великого мозку.
Вперше дзеркальні нейрони були виявлені та описані в 1990 році[джерело?] Джакомо Ріццолатті, Вітторіо Галлєзе і Лєонардо Фогассі в університеті міста Парма (Італія) в експериментах на макаках з уведенням мікроелектродів в зону F5 і верхню скроневу борозну.
Функція, яку виконують дзеркальні нейрони до кінця незрозуміла і є предметом наукових суперечок. Ці нейрони можуть бути задіяні у розумінні дій інших людей і у вивченні нових навичок шляхом наслідування. Деякі[хто?] дослідники стверджують, що дзеркальні нейрони можуть будувати модель спостережуваних подій і дій, у той час як інші відносять їх функції до навичок, пов'язаних з мовою. Також була висунута точка зору, що проблеми їх функціонування можуть лежати в основі деяких психічних захворювань, зокрема аутизму. Однак, зв'язок між дисфункцією дзеркальних нейронів і аутизмом залишається предметом суперечок і не схоже на те, щоб дзеркальні нейрони були напряму пов'язані з деякими головними симптомами аутизму.